# Bryan Berg

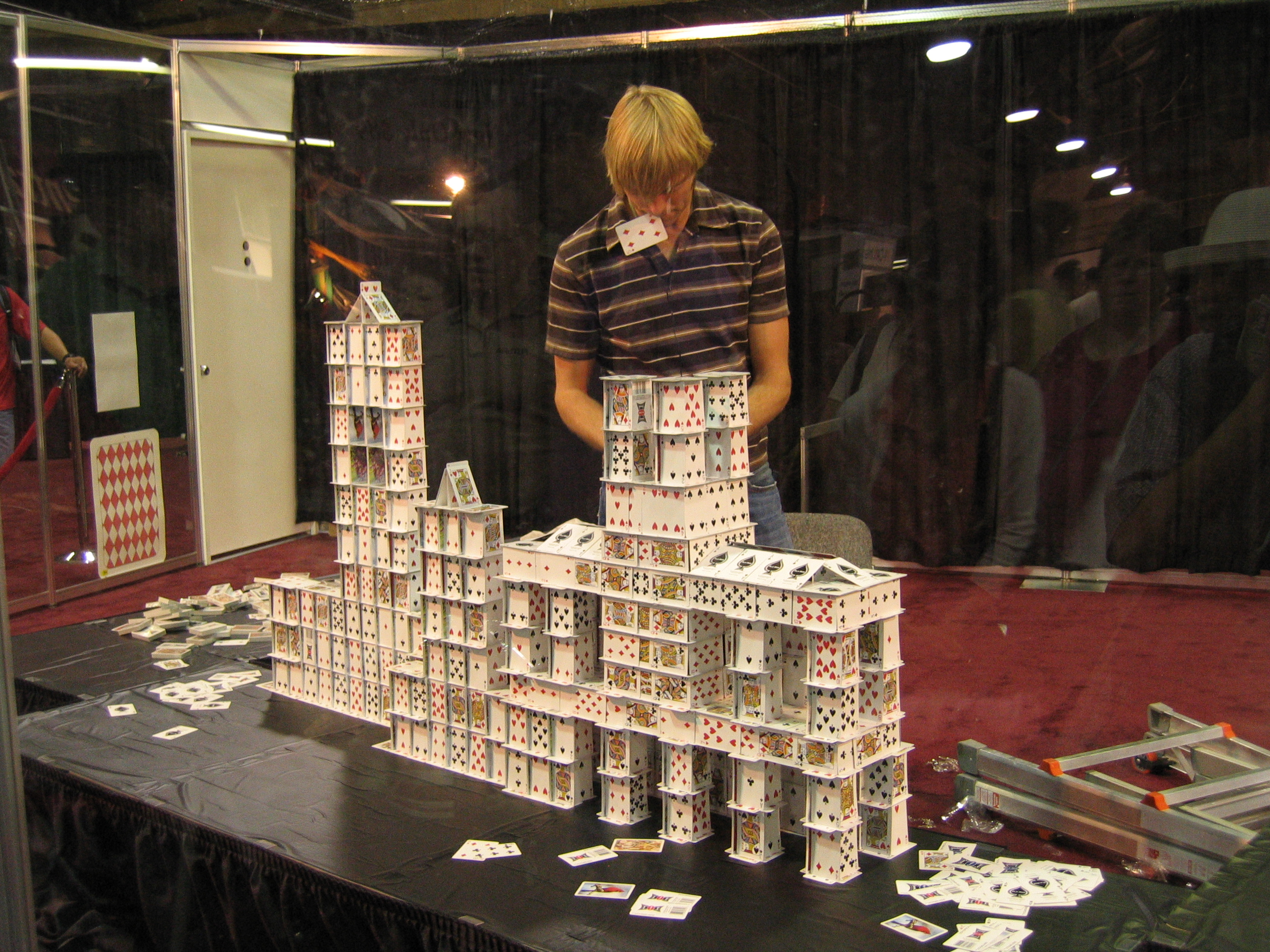
Bryan Berg bouwt een kaartenhuis.

Bryan Berg (Spirit Lake, Iowa, 21 maart 1974) is een Amerikaanse architect en een professionele kaartenhuisbouwer. Hij is meerdere keren in het Guinness Book of Records gekomen met zijn kaartenhuizen.

## Carrière

### Hoogste kaartenhuis
In 1992, toen hij 17 was, brak hij voor het eerst het wereldrecord voor het hoogste kaartenhuis. Sindsdien heeft hij het meerdere keren verbeterd.
In september 2009 deed hij een poging om in één uur een zo hoog mogelijk kaartenhuis te bouwen. Die poging mislukte echter doordat het kaartenhuis instortte.

### Grootste kaartenhuis
In maart 2010 bouwde hij met 218.792 kaarten een miniatuurversie van The Venetian Macao. Dat was het grootste kaartenhuis ooit.